# Никоново (муниципальный округ Егорьевск)
Никоново — деревня в муниципальном округе Егорьевск Московской области России .

## География
Деревня Никоново расположена в восточной части муниципального округа Егорьевск, примерно в 28 километрах к юго-востоку от города Егорьевск. В 1 километре к востоку от деревни протекает река Цна. Высота над уровнем моря 117 метров.

## История
На момент отмены крепостного права деревня принадлежала помещику Вырубову. После 1861 года деревня вошла в состав Починковской волости Егорьевского уезда. Приход находился в селе Починки.
В 1926 году деревня входила в Анохинский сельсовет Починковской волости Егорьевского уезда.
До 1994 года Никоново входило в состав Починковского сельсовета Егорьевского района, в 1994—2004 годы — Починковского сельского округа, а в 2004—2006 годы — Подрядниковского сельского округа.
До 2015 года входила в состав сельского поселения Юрцовское.

## Демография
В 1885 году в деревне проживало 293 человека, в 1905 году — 377 человек (175 мужчин, 202 женщины), в 1926 году — 280 человек (117 мужчин, 163 женщины). По переписи 2002 года — 9 человек (1 мужчина, 8 женщин). Население — 41 человек (2010).
| 1859 | 1868 | 1885 | 1905 | 1926 | 2002 | 2006 |
| ---- | ---- | ---- | ---- | ---- | ---- | ---- |
| 187  | ↗241 | ↗293 | ↗377 | ↘280 | ↘9   | ↗12  |
| 2010 |      |      |      |      |      |      |
| ↗41  |      |      |      |      |      |      |